# الاحتجاجات التشيلية 2019–2021
الاحتجاجات التشيلية 2019-20، التي تعرف في تشيلي بالانفجار الاجتماعي (El Estallido Social)، هي سلسلة من التظاهرات الحاشدة وأعمال الشغب العنيفة التي اندلعت من سانتياغو وانتشرت إلى بقية أرجاء تشيلي، وكان تأثيرها الأكبر في المدن الرئيسية، كفالبارايسو الكبرى، وكونسبسيون الكبرى، وأريكا، وأنتوفاغاسا، ولاسيرينا، ورانكاغو، وشيلان، وتيموكو، وفالديفيا، وأوسورنو، وبويتو مونت، وبونتا أريناس، وقد تصاعدت الأحداث بين أكتوبر 2019 ومارس 2020.
اندلعت الاحتجاجات المدنية في شتى أرجاء تشيلي ردًا على ارتفاع أجرة مترو سانتياغو، والفساد المتزايد، وتكلفة المعيشة، والخصخصة، وانعدام المساواة السائد في البلاد.
بدأت الاحتجاجات في العاصمة التشيلية، سانتياغو، كحملة نسقها طلاب المدارس الثانوية للتهرب من الأجرة، مما أسفر عن الاستيلاء التلقائي على محطات القطارات الرئيسية وعن مواجهات مفتوحة مع قوة الشرطة الوطنية (Carabineros de Chile). في 18 أكتوبر، تأجج الموقف حين بدأت مجموعة من الناس في تخريب البنية التحتية للمدينة، فاستولوا على العديد من محطات شبكة مترو سانتياغو وخربوها وأحرقوها وعطلوها، فشُلت حركتها إثر الأضرار الجسيمة التي لحقت ببنيتها التحتية، وتوقفت الشبكة بأكملها. وقد تعرضت 81 محطة لأضرار جسيمة، من بينها 17 محطة احترقت. في اليوم ذاته، أعلن رئيس تشيلي سيباستيان بينيرا حالة الطوارئ، وأذن بنشر قوات الجيش التشيلي في المناطق الرئيسية لفرض النظام ومنع تدمير الممتلكات العامة، واستشهد أمام القضاء بقانون أمن الدولة (Ley de Seguridad del Estado) بخصوص العشرات من المعتقلين. وقد فرض حظر التجوال في 19 أكتوبر في منطقة سانتياغو الكبرى.
خلال الأيام التالية، امتدت الاحتجاجات وأعمال الشغب إلى مدن تشيلية أخرى، منها كونسبسيون وسان أنطونيو وفالبارايسو. وقد امتدت حالة الطوارئ لتشمل مقاطعة كونسبسيون وكامل منطقة فالبارايسو (باستثناء جزيرة إيستر وأرخبيل خوان فرنانديز) ومدن أنتوفاغاستا وكوكيمبو وإيكويك ولاسيرينا ورانكاجو وفالديفيا وأوسورنو وبويرتو مونت. اعتبرت هذه الاحتجاجات «أسوأ اضطراب مدني» وقع في تشيلي منذ نهاية الديكتاتورية العسكرية لأوغوستو بينوشيه، بسبب حجم الضرر الذي لحق بالبنية التحتية العامة، وأعداد المتظاهرين، وما اتخذته الحكومة من إجراءات. وقد انتشرت أعمال النهب أيضًا في المتاجر والشركات.
وفي 25 أكتوبر 2019، خرج أكثر من 1,2 مليون شخص إلى شوارع سانتياغو، محتجين على عدم المساواة الاجتماعية، ومطالبين باستقالة الرئيس بينيرا. واعتبارًا من 28 ديسمبر 2019، مات 29 شخصًا، وجرح ما يقرب من 2500، واعتقل 2840. تلقت منظمات حقوق الإنسان تقارير عدة حول الانتهاكات التي ارتكبتها قوات الأمن ضد المتظاهرين، والتي منها تشويه العين والتعذيب والاعتداءات والانتهاكات الجنسية. وفي 28 أكتوبر 2019، غير الرئيس بينيرا 8 من وزراء حكومته استجابة منه للاضطرابات، وأقال وزير الداخلية أندريس تشادويك. وفي 15 نوفمبر 2019، وقع الكونغرس الوطني في تشيلي اتفاقية لإجراء استفتاء وطني لإعادة كتابة الدستور إذا تم قبوله.[بحاجة لمصدر] وقد جرت إعادة جدولة الاستفتاء من أبريل إلى أكتوبر 2020 بسبب جائحة كوفيد 19 في تشيلي.[بحاجة لمصدر] أوقفت الجائحة التظاهرات، فقد أوجبت إجراءات التباعد الاجتماعي وفرض الحكومة للإغلاق في النهاية.[بحاجة لمصدر] وفي 25 أكتوبر 2020، صوت التشيليون لصالح دستور جديد بنسبة 78.28%، بينما رفض 21.72% التغيير. وقد بلغت نسبة إقبال الناخبين 51%. ومن المقرر إجراء تصويت ثانٍ في 11 أبريل 2021، لاختيار 155 تشيلي سيشكلون مؤتمرًا سيضع مسودة الدستور الجديد.

## المشاكل الرئيسية

### أجرة النقل
يجري تحديد سعر النقل العام في سانتياغو الكبرى من قبل لجنة من خبراء النقل العام (بالإسبانية: Panel de Expertos del Transporte Público)، والتي تستخدم صيغة حساب آلية لضبط الأسعار على أساس شهري. وتقدم اللجنة الاستشارات إلى وزارة النقل والاتصالات وتعلمها بأي تغيير في الأسعار.
في 1 أكتوبر 2019، حددت اللجنة التعديل ربع السنوي لأسعار نظام النقل العام في مقاطعة سانتياغو وبلدتي سان براندو وبوينتي ألتو. فقرروا رفع الأجرة بمقدار 10 بيزو تشيلي للحافلات و30 بيزو لمترو سانتياغو ومتروترن في ساعات الذروة (بارتفاع قدره 4% تقريبًا)، وقد كان ضروريًا إضافة إلى ذلك خفض الأجرة 30 بيزو في غير ساعات الذروة. بررت اللجنة الزيادة بسبب ارتفاع مؤشر السعر، الذي يخضع لتغيرات في قيمة الوقود وقيمة الدولار الأمريكي واليورو، وتكلفة العمالة، ومؤشر أسعار المستهلك، وذلك بين متغيرات أخرى، منها ارتفاع تكاليف مترو الأنفاق. وقد كان مقررًا أن يطبق تغيير الأجرة اعتبارًا من 6 أكتوبر.
أشار بعض المتخصصين، كالوزيرة السابقة باولا تابيا، إلا وجود عوامل أخرى تفسر حدوث الارتفاع. ومن بين هذه العوامل الشراء دون مناقصة لأسطول جديد من الحافلات الكهربائية لشبكة العاصمة للنقل وتعليق المناقصة الجديدة الخاصة بخدمات الحافلات، وقد اتخذت إدارة الوزيرة جلوريا هات هذين القرارين.
إضافة إلى ذلك، فهناك انتقادات بخصوص أن أسعار مرور السكك الحديدية في سانتياغو هي ثاني أعلى تسعيرة في أمريكا اللاتينية (تتجاوزها ساو باولو فقط). فمن الناحية النسبية، تمثل التكلفة الشهرية لركوب الفرد وسائل النقل العام في المدينة ما يعادل 13.8% من الحد الأدنى للأجور، وهو أعلى بكثير من مدن أخرى مثل بيونيس آيرس أو مكسيكو سيتي أو ليما، حيث لا تتجاوز نسبتها هناك 10%.

## الاحتجاجات
ي 18 أكتوبر، أعلن رئيس تشيلي سبستيان بنييرا حالة الطوارئ، وأعطى أوامره بانتشار قوات الجيش التشيلي عبر المناطق الرئيسية لإستعادة النظام ومنع تدمير الممتلكات العامة، ومحكامة عشرات المعتقلين أمام المحكمة العسكرية. كما أعُلن في 19 أكتوبر حظر التجول في منطقة سانتياغو الكبرى، لأول مرة منذ عام 1987، في أواخر عهد الدكتاتور أوغوستو ببنوشيه.
امتدت الاحتجاجات وأعمال الشغب لمدن أخرى، منها كونستيتسيون، سان أنطونيو وإقليم فالبارايسو. تم تمديد حالة الطوارئ لتشمل كونستيتسيون (تشيلي)، جميع أنحاء إقليم فالبارايسو، (باستثناء جزيرة عيد الفصح وأرخبيل خوان فرنانديز) ومدن أنتوفاغاستا، كوكيمبو، لا سرنا، رانكاغوا وفالديفيا.

## الخسائر والضحايا
- 18 أكتوبر

حالة الطوارئ وحظر التجول
حالة الطوارئ

  - أثناء أعمال الشغب الدائرة في محطة إستاسيون سنترال التاريخية، أُصيبت شابة بإصابات بالغة في ساقيها جراء إطلاق النار من قوات مكافحة الشغب التشيلية. قام المحتجون والمارة بمساعدتها بعد إصابتها بزيف حاد قبل أن تنقلها سيارة الإسعاف.[35]
- 19 أكتوبر
  - لقي ثلاثة أشخاص حتفهم في حريق أضرمه المتظاهرون داخل سوبر ماركت في ضاحية سان برناردو جنوب سانتياغو.[36]
- اعتدى أحد ضباط الشرطة على طبيب خلال أحد الاحتجاجات إلا أنه يبدو أن ضابط الشرطة كان تحت تأثير المخدرات.[37] وهناك مزاعم أخرى على الإنترنت بأن ضباط الشرطة يتعاطون المخدرات أثناء قمعهم.[38]
- 20 أكتوبر
  - توفي خمسة اشخاص في حريق بمصنع للنسيج يوم الأحد.[39] ادعى الكثير من المحتجين أن قوات الجيش كانت تطلق الرصاص بشكل مفرط على المحتجين.[40]

## سجل تاريخي

### محاولات استعادة الحياة الطبيعية و«الأجندة الاجتماعية الجديدة»
كان يوم الاثنين، 21 أكتوبر، أول يوم عمل بعد أحداث الشغب الكبيرة. أصرت الحكومة على إعادة الحياة إلى طبيعتها، من خلال تشجيع العودة إلى العمل والمدارس. رفض وزير العمل نيكولاس مونكبيرغ فكرة إعلان عطلة، لكنه طلب من الشركات منح الموظفين ساعات عمل أكثر مرونة بسبب مشاكل النقل. بالنسبة للمدارس، منحت الحكومة البلديات حرية تقرير ما إذا كانت ستفتتح الصفوف المدرسية. في منطقة سانتياغو الحضرية، علّقت 43 بلدية من أصل 52 أنشطتها، إلى جانب عدد كبير من المؤسسات الخاصة. انضمت إليهم معظم الجامعات ومؤسسات التعليم العالي. لم يحدث نقص في المواد الغذائية والوقود بين المواطنين، رغم وجود مخاوف بحدوث ذلك بسبب إغلاق المحال التجارية، لكن البعض انتظر في طوابير طويلة وبدأ آخرون في التخزين.
استأنف مترو سانتياغو نشاطه جزئيًا يوم الاثنين 21، فافتتُحت بعض محطات الخط 1 بجدول جولات محدود. في الأيام التالية، فتحت المزيد من المحطات أبوابها. بدءًا من اليوم الثامن والعشرين من أكتوبر، جرى تشغيل خمسة من الخطوط السبعة وافتُتحت 53 محطة (من إجمالي 136 محطة). رغم ذلك، أدت سعات المترو المنخفضة، والإغلاق المؤقت لبعض المحطات، وتحويلات حركة المرور بسبب المظاهرات إلى تأخيرات طويلة في نقل مواطني سانتياغو، وخاصة في القطاعات المحيطية. بالإضافة إلى ذلك، ازداد استخدام الدراجات الهوائية بسبب التأخير الطويل في وسائل النقل العام.
بعد خمسة أيام من المظاهرات الحاشدة، عاد الرئيس سيباستيان بينيرا ليلة 22 أكتوبر لمخاطبة البلاد. خلال هذا الخطاب، طلب بينيرا العفو عن عدم إقراره بالمشاكل التي تسبب اضطرابًا في المجتمع وأعلن عن سلسلة من الخطوات سُميت «الأجندة الاجتماعية الجديدة». تضمنت هذه التدابير سلسلة من التغييرات البسيطة والمتوسطة التي ستعالج مجالات مختلفة من الاحتياجات:
- المعاشات التقاعدية: زيادة بنسبة 20% على معاش التكافل الأساسي وإعانة التكافل المؤقتة؛ زيادات إضافية في عامي 2021 و2022 للمتقاعدين الذين تزيد أعمارهم عن 75 عامًا؛ مساهمات مالية لاستكمال مدخرات الضمان الاجتماعي للطبقة المتوسطة والنساء؛ مساهمات على الموارد المالية لدعم المعاشات التقاعدية لكبار السن غير المؤهلين للحصول عليها.
- الصحة: إصلاح مشروع الحكومة الخاص بالتأمين ضد الأمراض الوبائية؛ إنشاء مشروع للمداواة؛ توسيع اتفاقية فنسا مع الصيدليات لخفض أسعار الأدوية.
- الأجور: استكمال رواتب العمال، باعتمادات مالية، حتى تصل الحد الأدنى المضمون من الدخل والبالغ 350,000 بروتو (298,800 بيزو) مقابل العمل بدوام كامل؛ بالنسبة للعمال الذين يتقاضون الحد الأدنى من الراتب، فهي زيادة قدرها 49 ألف بيزو.
- الطاقة: استحداث آليات ثابتة لتعرفة الكهرباء، تلغي الزيادة البالغة 9.2% والمتوقعة في الأشهر المقبلة.
- الضرائب: وضع خطة جديدة للضريبة الشاملة الإضافية البالغة 40% على المداخيل التي تزيد عن ثمانية ملايين بيزو شهريًا.
- الإدارة العامة: تخفيض مخصصات البرلمان والرواتب العالية في الإدارة العامة؛ تقليص عدد أعضاء مجلس النواب والحد من إعادة انتخابهم.

رغم تقدير بعض السياسيين للمقترحات الملموسة، إلا أنها تعرضت لانتقاد العديد باعتبارها غير كافية مقارنةً بحجم الاحتجاجات، حتى من قِبل الحزب الحاكم. انتقدت المعارضة حقيقة أن بعض المقترحات تدعم أو تفضل الأعمال التجارية الخاصة، كونها مجرد تغييرات سطحية.